# Bulbostylis nesiotis
Bulbostylis nesiotis é uma espécie de  planta do gênero Bulbostylis e da família Cyperaceae.

## Taxonomia
A espécie foi descrita em 1908 por Charles Baron Clarke.
O seguinte sinônimo já foi catalogado:  
- Fimbristylis nesiotis  Hemsl.

## Forma de vida
É uma espécie terrícola e herbácea.

## Conservação
A espécie faz parte da Lista Vermelha das espécies ameaçadas do estado do Espírito Santo, no sudeste do Brasil. A lista foi publicada em 13 de junho de 2005 por intermédio do decreto estadual nº 1.499-R.

## Distribuição
A espécie é endêmica do Brasil e encontrada no estado brasileiro de Espírito Santo, especificamente na Ilha de Trindade.
A espécie é encontrada no domínio fitogeográfico de Mata Atlântica, em regiões com vegetação de campos limpos.